# Дарко Вукашиновић (фудбалер, 1995)
Дарко Вукашиновић (Ужице, 21. децембар 1995) српски је фудбалски голман који тренутно наступа за Мачву из Шапца.

## Каријера
Вукашиновић је сениорску каријеру започео у редовима Јединства Путева из родног Ужица. Убрзо после испадања клуба у Српску лигу Запад усталио се у екипи током сезоне 2015/16. Одатле је отишао у Будућност Крушик из Ваљева, кратко је био члан чајетинског Златибора, а затим је сезону и по провео пред голом Лознице. Годину дана био је у БСК-у из Борче, пре него што је почетком 2021. приступио врањском Динаму где је дебитовао у Првој лиги Србије. Лета исте године приступио је Инђији у којој се задржао наредних шест месеци. После одласка Милоја Прековића из Вождовца, Вукашиновић је у јануару 2022. потписао уговор са тим суперлигашем. У јулу 2022. прешао је у екипу шабачке Мачве.